# Rugosculpta alboornata
Rugosculpta alboornata är en stekelart som först beskrevs av Cameron 1906.  Rugosculpta alboornata ingår i släktet Rugosculpta och familjen brokparasitsteklar. Inga underarter finns listade i Catalogue of Life.